# Confederación Nacional Campesina
La Confederación Nacional Campesina (CNC) es una organización mexicana que surgió durante el cardenismo, en la que se sumaron ejidatarios, comuneros, solicitantes de tierras, productores y asalariados agrícolas. Fue fundada el 28 de agosto de 1938 en Guadalajara, en la reunión constituyente en la cual participaron 300 delegados representando a tres millones de campesinos.  Esta organización le brindó el carácter legal a las organizaciones campesinas, pasando a ser de suma importancia, ya que se convirtió en un sector orgánico del Partido Nacional Revolucionario (PNR), además de que por primera vez, los campesinos quedaron organizados, dependientes del Estado y su partido.
En 1979 la estructura tenía como máximo órgano de gobierno al congreso nacional, debajo de este el consejo nacional, y luego los 32 miembros del comité ejecutivo nacional, las ligas de comunidades agrarias y sindicatos campesinos, después los 723 comités regionales y por último 2,317 comités municipales.

## Antecedentes
La Confederación Campesina Mexicana (CCM) fue creada en marzo de 1933, por los líderes agrarios -Rodolfo Fuentes López, Enrique Flores Magón, etc.- los cuales estaban afiliados al PNR. Tenía por objetivo la creación de comités agrarios para defender a los trabajadores, teniendo un papel importante en la reforma agraria, y posteriormente en el desembocamiento de la CNC.
Asimismo, otro antecedente que se tuvo fue el Comité Organizador de la Unidad Campesina, bajo la dirección de Emilio Portes Gil. Esta organización tenía el objetivo de congregar a los líderes campesinos para poder saber sus propuestas y proyectos, en la cual se buscaba la congregación de una liga y comunidades agrarias de cada estado, para después elaborar una central. Uno de sus propósitos fue llevar a cabo la Reforma Agraria.

## Contexto
El cardenismo fue marcado durante la década de 1930 por diversos cambios en la composición en la población mexicana, así como en la estructura nacional. En 1910, 7 de cada diez mexicanos dependía del campo como fuente de ingresos. Hacia 1930 seis de cada diez connacionales seguía perteneciendo al área rural, uno más desempeñaba en la agroindustria y la manufactura. De esos 6 uno emigraba a Estados Unidos.
Asimismo, este periodo también fue acompañado de grandes transformaciones en México dentro del ámbito político y social. Dentro de este periodo se fomentó la educación basada en el socialismo científico, el ejido como el centro de la economía agrícola, así como el fraccionamiento de las haciendas para la explotación colectiva por los campesinos organizados, con el objetivo de destruir las estructuras rurales del antiguo régimen para facilitar el mejoramiento de las clases trabajadoras.

### Artículo 27.
La incorporación del artículo 27 de la Constitución Política de 1917 establecía que las tierras y aguas que se encuentren comprendidas dentro del territorio nacional corresponden a la nación. Es por ello que, bajo el régimen cardenista se buscó distribuir los latifundios, así como fomentar el desarrollo de la pequeña propiedad.

## Presidentes
- Graciano Sánchez (1938-1942).
- Gabriel Leyva Velázquez (1942-1947).
- Roberto Barrios (1947-1950).
- Manuel Gándara (1950-1952).
- Ferrer Galván Bourel (1952-1953).
- Lorenzo Azúa Torres (1953-1954).
- Arturo Luna Lugo (1954-1957).
- Raymundo Flores (1957-1959).
- Francisco Hernández y Hernández (1959-1962).
- Javier Rojo Gómez (1962-1965).
- Amador Hernández González (1965).
- Eloy Morales Espinosa (1967).
- Augusto Gómez Villanueva (1967-1970).
- Alfredo V. Bonfil (1970-1973).
- Guillermo Pérez Calva (1973).
- Celestino Salcedo Monteón (1973-1977).
- Oscar Ramírez Mijares (1977-1980).
- Víctor Cervera Pacheco (1980-1983).
- Mario Hernández Posadas (1983-1986).
- Héctor Hugo Olivares Ventura (1986-1988).
- Maximiliano Silerio Esparza (1988-1992).
- Hugo Andrés Araujo (1992-1995).
- Beatriz Paredes Rangel (1995-1998).
- Heladio Ramírez López (1998-2007).
- Cruz López Aguilar (2007-2010).
- Gerardo Sánchez García (2010-2014).
- Manuel Cota Jiménez (2014-2016).
- José Rubén Escajeda Jiménez (2016-2017).
- Ismael Hernández Deras (2017).[5]

## Estructura
La Confederación Nacional Campesina cuenta con representación en la 32 entidades federativas de la República Mexicana a través de la Ligas de Comunidades Agrarias y Sindicatos Campesinos, en su estructura se encuentran las Ramas de Producción y filiales. Las Ramas de Producción son las encargadas de analizar situaciones en específico respecto a cada unos de los principales productos agropecuarios que se producen en México y sus posibles soluciones. En cuanto a las filiales, la CNC cuenta con las siguientes filiales:
- Confederación Nacional Agronómica (CNA).
- Vanguardia Juvenil Agrarista (VJA).
- Sección de Acción Femenil (SAF).
- Federación Nacional de Profesionistas y Técnicos (FENAPROT).